# Bromobenceno

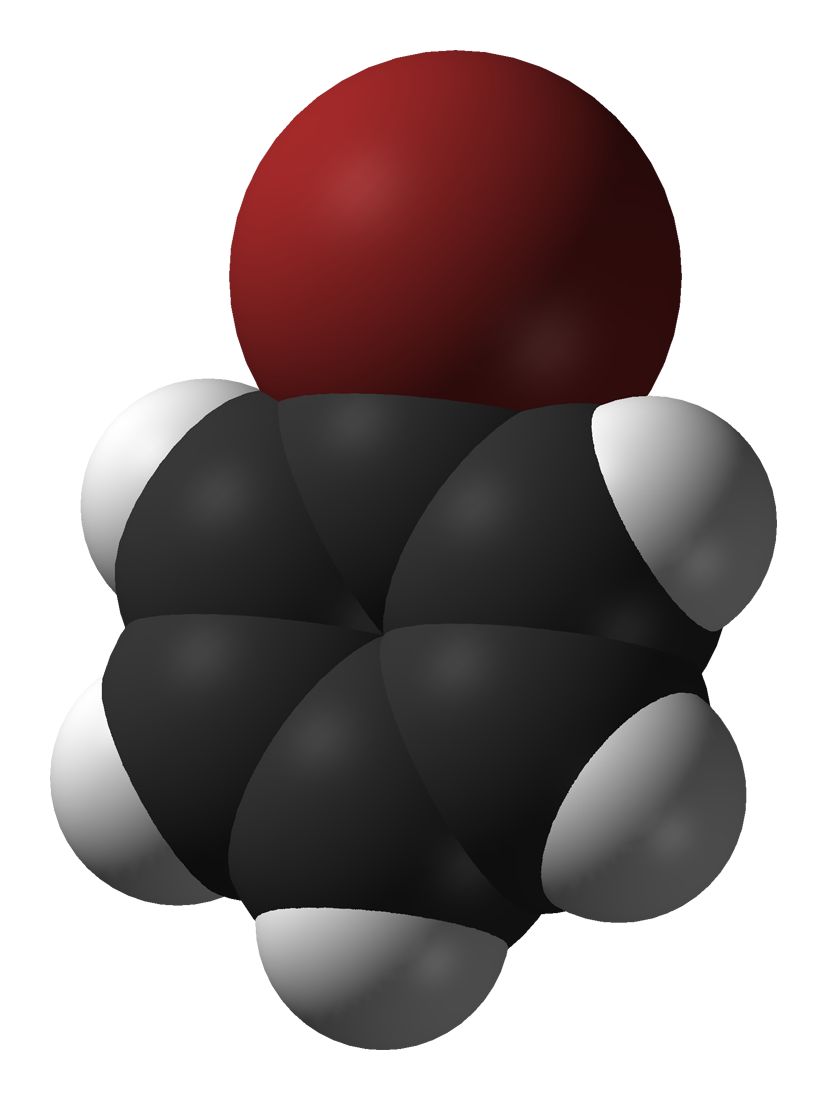
Molécula de bromobenceno.

El Bromobenceno, también conocido como bromuro de fenilo,  es un compuesto líquido de apariencia transparente o ligeramente amarillenta, con un olor característico y placentero, es un compuesto aromático halogenado, también conocidos como "haluros de arilo"
Datos del Bromobenceno:
Fórmula: C6H5
Br
Presión de vapor:4,3 hPa (20 °C)
Precauciones: Irritante (Xi)y Peligroso para medio ambiente; porque es tóxico para los organismos acuáticos, con efectos a largo plazo. (N)
Frases R y S : R: 10-38-51/53 S: 61

## Obtención
El Bromobenceno puede ser obtenido por Sustitución electrofílica entre el benceno y el bromo elemental.
{\displaystyle \mathrm {C_{6}H_{6}+Br_{2}\longrightarrow C_{6}H_{5}Br+HBr} }
Se usa como catalizador el Bromuro de Aluminio (AlBr3) como Catalizador si bien el Hierro en el medio también es muy usado

## Ficha de Seguridad
http://www.sigmaaldrich.com/catalog/DisplayMSDSContent.do (Facilitada por www.sigmaaldrich.com) 
- Datos: Q410597
- Multimedia: Bromobenzene / Q410597

1. ↑  Número CAS